# Sturmschar
Die Sturmschar war ein Bund der katholischen Jugendbewegung, der 1929 aus Teilen der Deutschen Jugendkraft (DJK) und des Katholischen Jungmännerverbands (KJMV) gegründet wurde und bis zum allgemeinen Verbot der katholischen Jugendverbände im Deutschen Reich in den Jahren 1938/39 arbeiten konnte.

## Geschichte
Obwohl bereits 1922 zahlreiche von der Jugendbewegung geprägte Gruppen die DJK verlassen und den Jugendbund der Kreuzfahrer gegründet hatten, bildeten sich innerhalb dieses katholischen Sportverbandes nach kurzer Zeit erneut zahlreiche Wandergruppen, die die Formen und Ideen der aufkommenden Bündischen Jugend aufnahmen. Zunächst bildeten diese Gruppen ab 1926 die „Reichsgemeinschaft der Wandergruppen“, der ein „Reichswanderwart“ vorstand.
Mit Ludwig Wolker, der 1926 Reichspräses des KJMV wurde, gewann die Wanderbewegung in den katholischen Jugendverbänden einen wichtigen Förderer. Wolker förderte insbesondere den aus der Bündischen Jugend kommenden Elitegedanken innerhalb der Wandergruppen, um so eine stabile Kerngruppe für die Übernahme von Führungsaufgaben in der katholischen Jugendarbeit zu schaffen.
Auf dem Verbandstag des KJMV am 7. Oktober 1929 verselbständigten sich die Wandergruppen in zwei eigenständigen Verbänden, die beide Mitglied im KJMV wurden. Ein kleinerer Teil bildete die Deutsche Pfadfinderschaft Sankt Georg, während sich der Großteil der Gruppen in der Sturmschar zusammenschloss. Der neue Jugendbund wuchs schnell, Anfang 1933 hatte Sturmschar 23.040 Mitglieder, die zumeist Führungsaufgaben in den örtlichen katholischen Jungmännervereinen übernahmen. Pfingsten 1932 wurde das erste Reichstreffen der Sturmschar auf der Feste Kaiser Alexander bei Koblenz durchgeführt. Das Treffen mit 2.700 Teilnehmern stand unter der Losung: „Wir bauen am Reich.“
Ab dem Sommer 1933 wurde die Arbeit auch der katholischen Jugendverbände durch staatliche Regelungen und Verbote stark zugunsten der Hitler-Jugend eingeschränkt. Dennoch konnte die Sturmschar – auch gemeinsam mit anderen katholischen Jugendverbänden – bis 1935 noch verschiedene größere Treffen durchführen. So unter anderem an Ostern 1934 auf einem „exterritorialen“ Rheindampfer, da ein Treffen von den Bezirksregierungen rechts und links des Rheins untersagt worden war. Bei diesem Treffen schloss sich die ursprünglich aus dem Quickborn kommende Deutschmeister-Jungenschaft, in der auch Willi Graf aktiv war, der Sturmschar an.
Höhe- und Wendepunkt der Arbeit der Sturmschar war eine Rom-Wallfahrt mit Papst-Audienz an Ostern 1935, an der unter der Führung von Franz Steber und Hans Niermann 1.570 Mitglieder teilnahmen. Auf der Rückreise wurden alle Teilnehmer an der deutsch-schweizerischen Grenze auf Anordnung der Gestapo festgehalten und durchsucht, Fahnen, Zelte und Kluftbestandteile wurden unter der Vorwurf der „bündischen Umtriebe“ beschlagnahmt. Die Weiterreise wurde erst nach Protesten aus dem Ausland gestattet.
Um der zunehmenden Verfolgung zu entgehen, änderte die Sturmschar 1937 ihren Namen in Gemeinschaft Sankt Michael und entließ alle Mitglieder unter 18 Jahren aus dem Bund. Gemeinsam mit dem KJMV wurde sie unter diesem Namen – nach mehreren regionalen Verboten – am 6. Februar 1939 von der Gestapo aufgelöst.
Nach dem Zweiten Weltkrieg gründeten ehemalige Mitglieder der Sturmschar die Katholische Junge Mannschaft (heute: Bund katholischer Männer und Frauen).

## Organisation
Die Sturmschar war in zwei Altersgruppen unterteilt: 
- die Jungenschaft für die 14- bis 18-Jährigen und
- die Jungmannschaft für die Mitglieder über 18 Jahren.

In der Jungmannschaft bildeten jeweils zehn Mitglieder einen so genannten „Block“ und je fünf „Blöcke“ ein „Aktiv“. Parallel dazu wurden die Schüler der Oberschulen in „Albertus-Gilden“ zusammengefasst. Fast alle Angehörigen der Jungmannschaft übernahmen in anderen katholischen Verbänden Führungsaufgaben.
Die Kluft der Sturmschar bestand aus einem silbergrauen Hemd und einer kurzen, dunkelgrauen Hose. 